# Храм Святой Цецилии (Дюссельдорф-Бенрат)
Храм Святой Цецилии (нем. St. Cäcilia) — одна из наиболее известных паломнических католических храмов Дюссельдорфа, центр католической деятельности административного района Дюссельдорф-Бенрат.

## Географическое положение
Храм Святой Цецилии находится в центре Бенрата, на пересечении Торговой Площади с центральной улицей, называемой Хауптштрассе («Главная улица»). Колокольня церкви видна почти со всех направлений, в том числе с площади железнодорожного вокзала и от фасада дворца Бенрат. Расстояние до вокзала Бенрат примерно 300 метров.

## История
Дошедшее до XXI века здание храма Святой Цецилии является третьим по счёту. О первой церкви письменных свидетельств не сохранилось, но при последнем капитальном строительстве был обнаружен камень, на котором было выбито, что «в году 1005 от Рождества Христова заложен этот алтарь». Но сегодня нет и этого закладного камня.
Вторая по счёту церковь была заложена в 1250 году. Она была небольших размеров, трёхпридельной, романского стиля. Отдельно стояла невысокая трёхэтажная колокольня.
Почти всю свою историю церковь функционировала как католическая, за исключением периода с 1609 по 1616 год, когда она была протестантской (реформаторской).
В 1821-1822 годах была проведена капитальная реконструкция с расширением приделов, поскольку церковь перестала вмещать всех верующих.
В 1901-1903 годах на месте старой церкви была построена совершенно новая из красного кирпича в неоготическом стиле, включая высокую колокольню с часами. Старая колокольня простояла посреди Главной улицы до 1929 года и была разрушена за ненадобностью. В годы мировых войн с колокольни на переплавку снимались колокола. Соответственно, в 1926 и 1949 годах церковь получала новые колокола.

## Архитектура
Современная церковь построена по проекту архитектора Вильгельма Зюльтенфюсса (Wilhelm Sültenfuß). Из старой церкви в новую перенесли немного церковных предметов: в притвор поставили крестильную купель (1450 год), а в алтарь — Распятие, датируемое XV веком с фигурами Девы Марии и апостола Иоанна Богослова (обе — 1822 год).

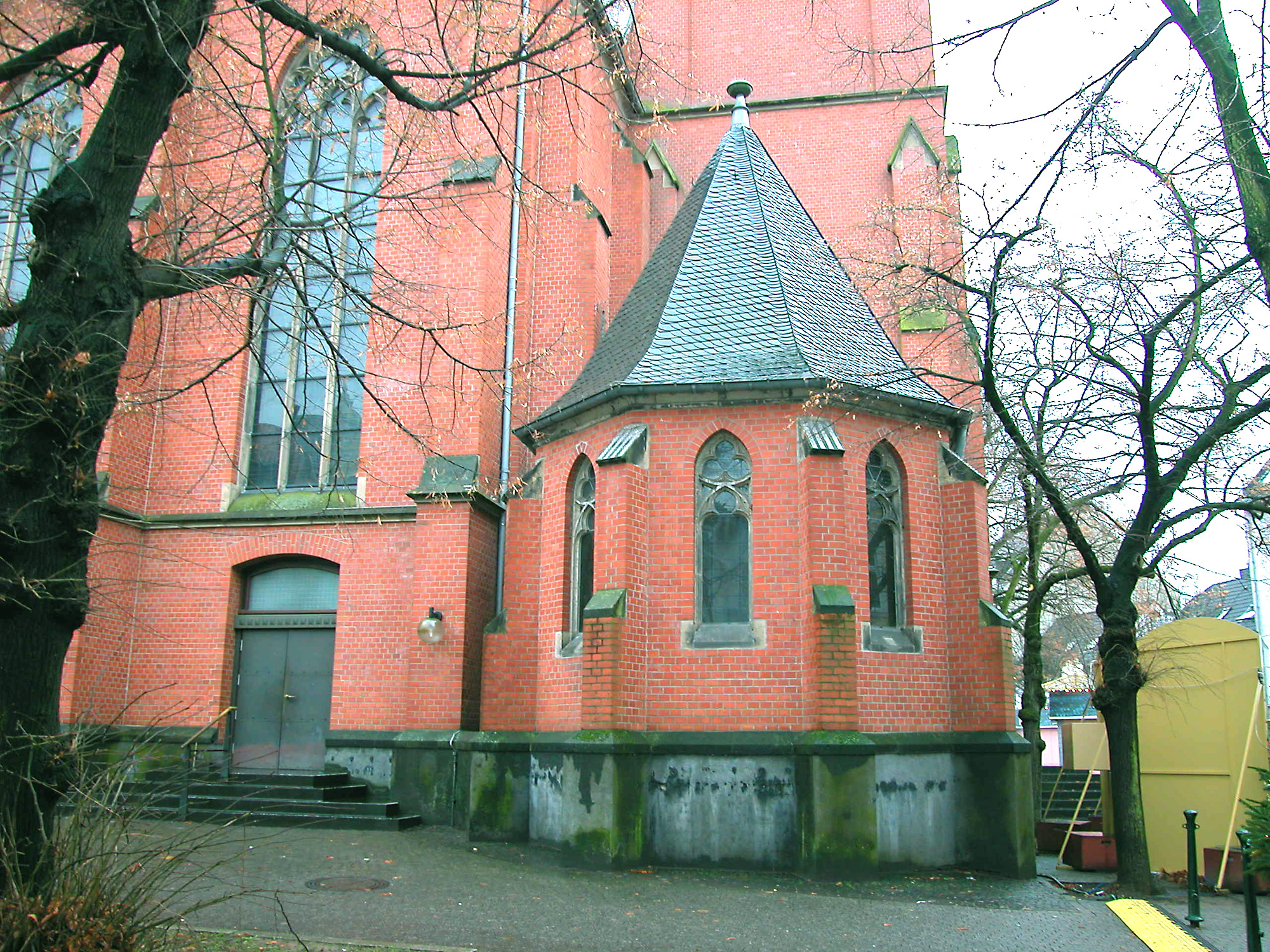
Часовня с чудотворным образом Чёрной Мадонны Бенратской

## Достопримечательности
Церковь ежедневно, уже более 330 лет, посещается сотнями верующих и туристов, поскольку в ней находится известная паломническая достопримечательность — чудотворное изображение Чёрной Мадонны Бенратской. Для этого образа к церкви, рядом с фасадом, пристроена специальная часовенка. Кроме скульптурного чудотворного образа Богородицы, в часовне хранятся реликвии: частица мощей святой мученицы Цецилии Римской, частица Животворящего Креста Господня и часть церковных одеяний католической святой Елизаветы Венгерской. Церковь хранит также имеющую историческую и художественную ценность реликварий-монстранцию Элеоноры Нойбургской.